# Stazione di Kajigaya
La stazione di Kajigaya (梶が谷駅?, Kajigaya-eki) è una stazione ferroviaria situata nel quartiere di Takatsu-ku, a Kawasaki, città giapponese della prefettura di Kanagawa. Essa è attraversata dalla linea Den-en-toshi della Tōkyū Corporation.

## Linee
Tōkyū Corporation
● Linea Tōkyū Den-en-toshi

## Struttura
La stazione, in superficie, possiede due marciapiedi a isola con un totale di quattro binari passanti. Il binario 4 è utilizzato per i treni che non fermano e passano ad alta velocità, quindi è protetto da una rete.
| 1-2 | ● Linea Tōkyū Den-en-toshi | per Saginuma, Nagatsuta e Chūō-Rinkan                                                           |
| 3   | ● Linea Tōkyū Den-en-toshi | per Futako-Tamagawa, Shibuya e, via linea Hanzōmon, Oshiage e, via linea Tōbu Isesaki, Kasukabe |
| 4   | Binario di transito        | passaggio treni                                                                                 |

## Stazioni adiacenti
| «                                 | Servizio                 | »                        |
| Linea Tōkyū Den-en-toshi          | Linea Tōkyū Den-en-toshi | Linea Tōkyū Den-en-toshi |
| --------------------------------- | ------------------------ | ------------------------ |
| Mizonokuchi                       | Locale                   | Miyazakidai              |
| Tutti gli altri treni non fermano |                          |                          |